# 近地球超新星

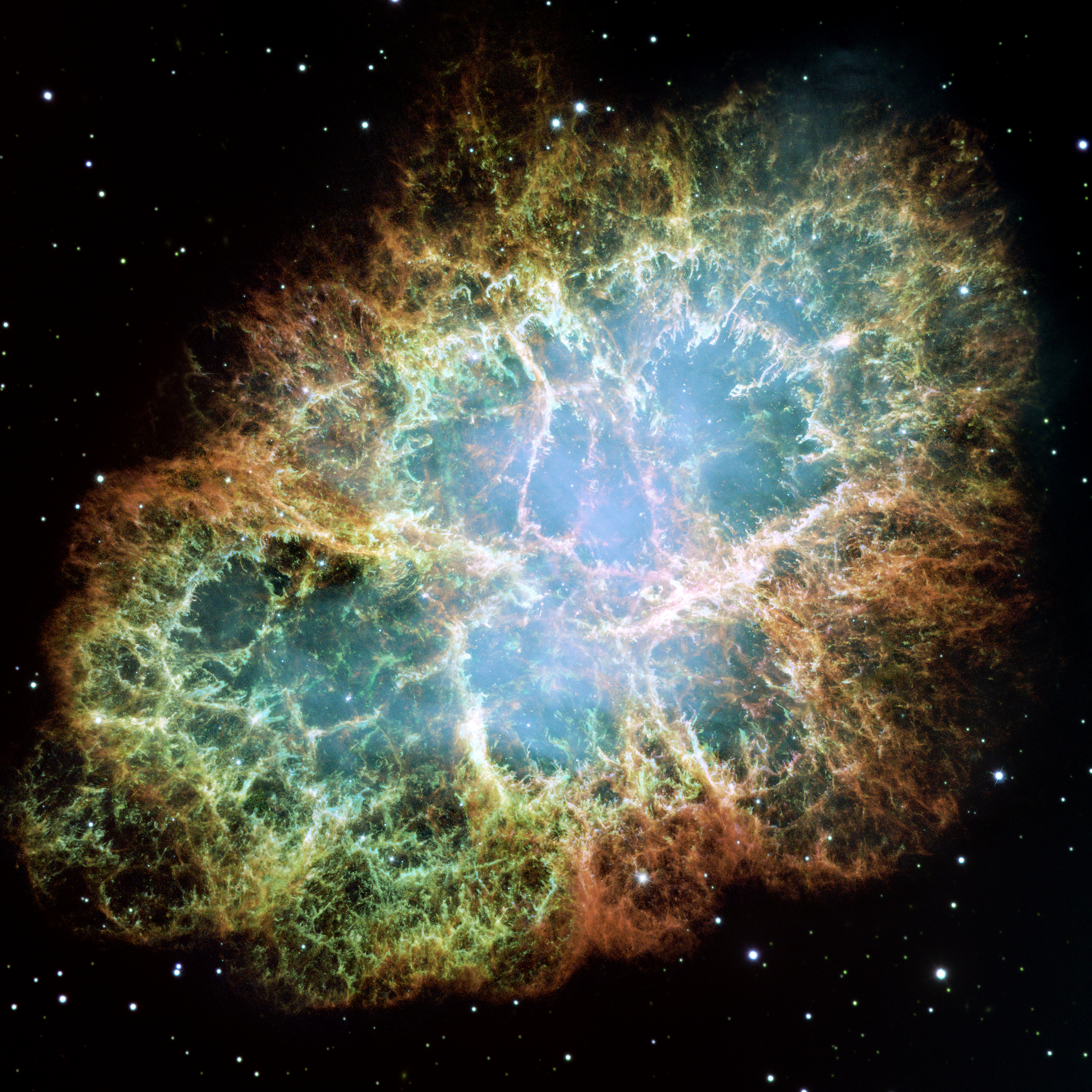
かに星雲は、SN 1054によるパルサー星雲である。地球から約6,500光年の位置にある。

近地球超新星(Near-Earth supernova)は、地球の生物圏に影響を及ぼすほど近く（おおよそ100光年以内）で起こった超新星爆発である。

## 地球への影響
平均すると、地球から10パーセク（33光年）以内の超新星爆発は、2億4000万年ごとに起こっている。超新星が地球型惑星に与える有害な影響のほとんどはガンマ線によるものである。地球の場合、ガンマ線は大気上層で光化学反応を起こし、窒素分子を窒素酸化物に変換してオゾン層を破壊し、地表は有害な太陽光や宇宙線に曝される。植物プランクトンや植物の葉が特に影響を受け、海の食物連鎖の基礎が激減することになる。

## 種類ごとのリスク
近地球超新星の影響に関する研究は、II型超新星となる地球近傍の大質量の恒星について行われることが多い。太陽から数百光年以内のいくつかの明るい恒星は、早ければここ数千年以内に超新星爆発を起こす候補である。1つの例は、地球から約640光年離れている赤色巨星ベテルギウスである。しかし、このような「予測可能な」超新星は、見かけが派手な割に、地球に対する影響がほとんどないと考えられている。
近年の推定では、II型超新星爆発が地球のオゾン層の半分を破壊するためには、8パーセク（26光年）以内で起こる必要があると予測されている。このような推定のほとんどは、大気モデルによるもので、大マゼラン雲で起こったII型超新星SN 1987Aからの既知の放射のみを考慮に入れたものである。地球から10パーセク以内での超新星の発生頻度の推定は、10億年に0.05－0.5回から10回と幅がある。超新星は、銀河の渦状腕の部分に集中し、オリオン腕に入りつつある太陽の近傍では、超新星爆発は1000万年以内の間隔で発生すると考える研究者もいる。Gehrelsらによる比較的最近の論文では、10億年当たり10パーセク以内での超新星爆発の起こる頻度を3回としている。距離D以内での頻度は、Dの値が小さい場合は、D3に比例するが、銀河円盤の有限な厚さのため、Dの値が大きくなると、D2に比例するようになる（銀河間の距離になると、再びD3に比例するようになる）。比較的近傍での超新星の例には、ほ座のガム星雲（800光年以内、1万2000年以内）やふたご座のゲミンガがある。
Ia型超新星は、地球近傍で発生した場合、潜在的に最も危険であると考えられている。Ia型超新星は、暗く特徴のない白色矮星で発生するため、予測することができない。ある理論では、10パーセク以内で発生するIa型超新星は、地球に影響を与えるとされる。最も近い候補は、ペガスス座IK星である。しかし現在では、それが脅威となる頃には、太陽系からの距離は安全な範囲に離れていると予測されている。

## 過去の事例
寿命の短い放射性同位体の娘生成物からの証拠は、近地球超新星が約45億年前の太陽系の化学組成を決定し、さらに形成の引き金にもなっていることを示している。究極的には、重元素の超新星元素合成が、地球上の生命の存在を可能にしている。
1996年、イリノイ大学アーバナ・シャンペーン校の天文学者は、過去の超新星の痕跡が地球上で地層中の金属同位体の形で検出できると理論化した。その後、ミュンヘン工科大学の研究者によって、太平洋の深海の岩から鉄60の豊富な層が発見された。表面の2cmの地殻中に23個の鉄同位体原子が発見され、これらはここ1300万年以内のものであるとされた。この場所にこれほどの鉄60を作るためには、太陽系の非常に近くで500万年以内に発生したはずだと考えられている。これほど近くで発生した超新星爆発は大量絶滅を引き起こしたはずである。鉄の量は、超新星は30パーセク以内で発生したことを示している。一方、この論文の著者は、ある程度小さい値D（パーセク）に対して、D以内の距離で超新星が発生する頻度は、10億年当たり約(D/10)3であると予測し、500万年以内に30パーセク以内で超新星が発生する確率は約5%だと見積もっている。また彼らは、銀河系のオリオン腕に入りつつあることによって、この確率はより高くなりうる可能性を指摘している。
エイドリアン・メロットらは、「危険なほど近い」超新星からのガンマ線バーストは、10億年当たり2回以上発生し、地上の海棲生物の60%以上が滅んだオルドビス紀の大絶滅の原因となったと推測している。
1998年、ガム星雲のほぼ前面に超新星残骸ベラ・ジュニアが発見された。ここからのチタン44（半減期約60年）の崩壊によるガンマ線が独立に発見され、かなり最近（恐らく西暦1200年頃）爆発したものであることが示されたが、これに関する歴史的な記録は存在しない。ガンマ線とX線の流束は、超新星が比較的近く（恐らく約200パーセク）で発生したことを示す。200パーセク以内の超新星は10万年に1度以下の頻度と推測されているため、もしそうであれば、これは驚くべき出来事である。
2009年、西暦1006年、1054年、1060年の既知の超新星に相当する深さの南極の氷床コアから硝酸塩が発見された。この硝酸塩は超新星により形成された窒素酸化物に由来するものであると考えられる。この技術により、数千年前の超新星の痕跡を検出することが可能である。